# LA Galaxy
Il LA Galaxy, conosciuto anche come Los Angeles Galaxy, è un club calcistico statunitense con sede nella città di Los Angeles (California),
militante nella Major League Soccer (MLS), vertice della piramide calcistica statunitense.
Fondato nel 1994, ha come colori sociali il blu marino, il bianco e l'oro. Includendo la stagione corrente, ha partecipato a tutti i 28 campionati nazionali della MLS.
I Galaxy hanno vinto sei MLS, quattro Supporters' Shield e due U.S. Open Cup.
In ambito internazionale ha vinto la CONCACAF Champions' Cup 2000. Il club figura al secondo posto della classifica di Forbes delle franchigie più ricche della Major League Soccer.

## Storia

### La nascita dei Galaxy e l'esordio in MLS
Nel 1996 Los Angeles Galaxy fu una delle dieci franchigie fondatrici della Major League Soccer e giocò la sua prima partita al Rose Bowl di Pasadena, terminando al secondo posto la stagione regolare.
Qualificatasi ai play-off, giunse sino in finale ma perse la prima lotta al titolo. Nella stagione successiva la squadra californiana ebbe un inizio di stagione negativo perdendo sette delle prime otto partite, riuscendo poi a invertire la tendenza negativa e a raggiungere per il secondo anno di fila la qualificazione alla fase finale in cui terminarono il proprio percorso ai quarti di finale.
Il 1997 fu l'anno, grazie al secondo posto della stagione passata, dell'esordio in Champions' Cup: superati quarti e semifinali, persero in finale contro i messicani del Cruz Azul. Nella stagione 1998 la continua crescita del livello della squadra fu testimoniata dalla vittoria del Supporters' Shield, titolo destinato alla prima classificata al termine della stagione regolare; ai play-off si fermò alle semifinali battuta dal Chicago Fire.
Tra il 1999 e il 2000 consolidò la sua posizione tra le più prestigiose squadre della lega, perdendo per la seconda volta la MLS Cup ma fregiandosi del primo titolo internazionale, secondo club statunitense a riuscirci dopo il D.C. United vincitore due anni prima: il 21 gennaio 2001 conquistò la Champions' Cup battendo per 3-2 l'Olimpia. Tale vittoria la qualificò di diritto alla Coppa del mondo per club, manifestazione che però venne annullata a causa dei problemi economici di alcuni paesi partecipanti alla competizione, in aggiunta ai problemi finanziari di ISL Worldwide, partner commerciale della FIFA. La stagione seguente fu segnata dai tragici attentati dell'11 settembre, causando la cancellazione, tra le altre, di due partite dei californiani da disputare tra il 12 ed il 16 settembre. Il mese successivo i Galaxy vinsero la loro prima coppa nazionale.
Nel 2002 arrivò la consacrazione come miglior squadra, vincendo per la prima volta l'MLS. Nel 2005 realizzarono il double, ovvero la doppietta MLS Cup e coppa nazionale.
Il 16 marzo 2006 il club fu funestato da una tragica vicenda: l'allora direttore sportivo Doug Hamilton venne colto da un infarto mentre era con la squadra sull'aereo di ritorno dalla Costa Rica dove si era giocato pochi giorni prima il match di Champions' Cup contro il Saprissa. Per onorare la sua memoria, la MLS gli intitolò il premio assegnato annualmente al miglior dirigente sportivo.

### Gli anni della risalita

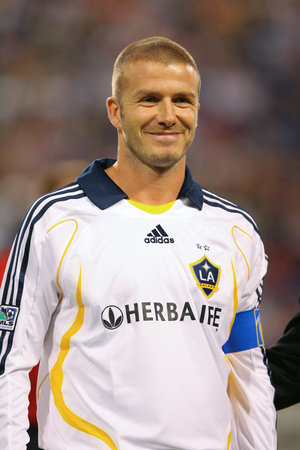
David Beckham nel 2007

L'11 luglio 2007 la società annunciò un cambio di identità visiva presentando il nuovo logo e, contemporaneamente, il nuovo calciatore David Beckham; fu la prima franchigia della massima serie statunitense a utilizzare la regola del giocatore designato, adottata dalla lega a partire dal 2007 e con la quale si concede ad ogni franchigia della MLS di ingaggiare fino a tre calciatori in deroga dal tetto salariale stabilito, perché remunerati con uno stipendio maggiore; tale regola venne ribattezzata in seguito proprio "regola Beckham". Nonostante l'importante popolarità acquisita con l'arrivo del centrocampista britannico, le successive due stagioni furono deludenti: nello stesso 2007 uscì anzitempo dalla coppa nazionale e al termine della stagione regolare la squadra si piazzò al decimo posto, mancando la qualificazione ai play-off.
La stagione seguente fu invece tormentata dagli addii dell'allenatore Ruud Gullit e del direttore sportivo Alexi Lalas durante l'estate.
Il 19 agosto fu annunciato come nuovo allenatore Bruce Arena, ex CT della nazionale statunitense e per due volte vincitore della Gold Cup. La stagione terminò con il tredicesimo posto in campionato.
Il 2009 costituì la svolta sportiva di LA Galaxy: Arena ridisegnò completamente la squadra riportandola ai fasti dei primi anni duemila. Seppure l'inizio di stagione non fu esaltante, la franchigia ebbe un grande ritorno nella seconda parte di campionato e si piazzò seconda, conquistando la qualificazione per la fase finale del campionato a distanza di due anni. Arrivata in finale, venne battuta ai tiri di rigore dal Real Salt Lake.. La stagione 2010 confermò quanto di buono visto nell'annata precedente; la squadra inanellò dodici partite senza subire sconfitte riuscendo così a consolidare il primato in classifica e a conquistare il terzo Supporters' Shield della propria storia. Giunta fino alla finale di conference, venne sconfitta da FC Dallas. Nelle altre competizioni terminò prematuramente il proprio cammino: venne eliminata ai quarti di finale in coppa nazionale e non riuscì a superare il primo turno preliminare in Champions League.

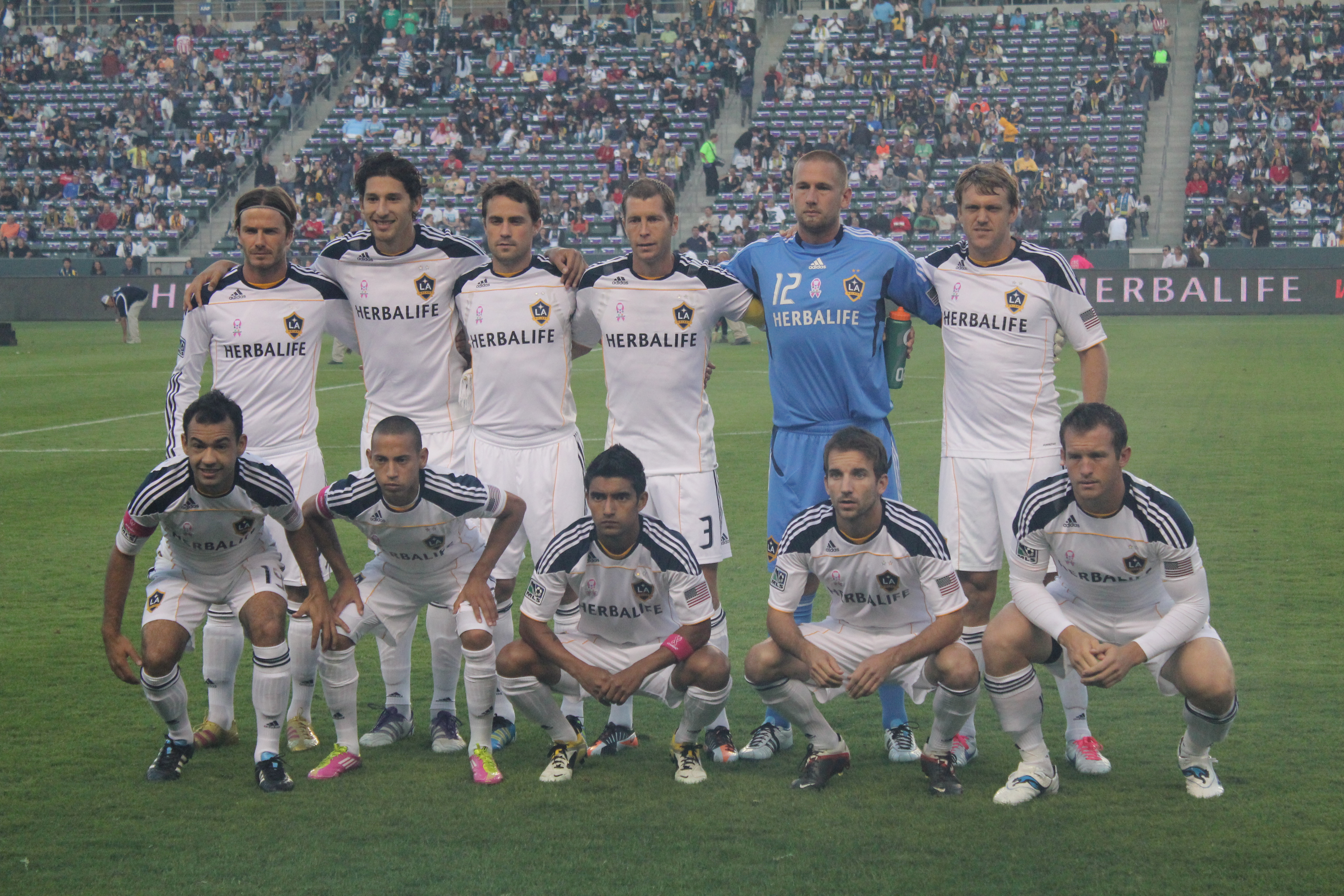
La formazione del LA Galaxy nel 2011

Grazie comunque alla sua posizione in cima al campionato, i californiani si qualificarono direttamente alla fase a gironi della Champions League. Nella stagione 2011 rimasero imbattuti per quattordici partite tra maggio e luglio, mentre nel mese di agosto conquistarono la qualificazione ai quarti di Champions League, dove vennero poi sconfitti nel doppio confronto con il Toronto FC. Terminata anche la corsa in coppa, la squadra continuò il suo percorso vincente in campionato assicurandosi, per il secondo anno di fila, il primato in classifica, conseguendo il quarto titolo della stagione regolare; a conclusione, conquistò la terza MLS Cup, battendo in finale lo Houston Dynamo.
La stagione 2012 rinnovò le soddisfazioni degli anni precedenti: conquistati i play-off con l'ottavo piazzamento in campionato, LA Galaxy conquistò la quarta MLS Cup, secondo titolo consecutivo, vincendo nuovamente Houston nella finale. Il percorso nella coppa nazionale e in Champions League fu similare e infatti il team si fermò ai quarti di finale nel primo ed in semifinale nel secondo torneo.
Nella stagione successiva i giocatori ottennero la qualificazione ai play-off, nonostante risultati altalenanti durante la stagione regolare, fermandosi alle semifinali di conference.
Nel 2014 si qualificarono alla fase finale ma la sconfitta contro il Seattle Sounders nell'ultima partita di campionato pregiudicò la prima posizione nella classifica generale. Giunti ai play-off come seconda testa di serie, eliminarono prima il Real Salt Lake e poi al turno successivo proprio i Sounders, vendicando così la sconfitta di poche settimane prima. In finale ebbe la meglio sul N.E. Revolution in finale, aggiudicandosi la vittoria del quinto anello.
Il 7 gennaio 2015 LA Galaxy annunciò l'ingaggio di Steven Gerrard con un contratto di un anno e mezzo. Le stagioni 2015 e 2016 furono le ultime con Arena in panchina e prive di vittorie; la squadra si qualificò entrambi gli anni ai play-off non arrivando mai in finale e nel 2016 raggiunse la semifinale di U.S. Open Cup ma venne battuta da Dallas.
Nel biennio successivo il team visse un secondo periodo di crisi: nel 2017 fallì, per la prima volta dal 2008, l'accesso alla fase finale, chiudendo la stagione regolare all'ultimo posto in classifica; questa stagione fu ribattezzata da diversi addetti ai lavori come la fine dell'era galattica dei Galaxy; nel 2018, nonostante l'arrivo di Zlatan Ibrahimović, il club californiano mancò ancora una volta l'accesso ai play-off e anche in coppa nazionale si fermò al terzo turno.
Nella stagione seguente i giocatori tornarono a qualificarsi per i play-off, non andando al di là della semifinale di conference per mano dei cugini del Los Angeles FC. Dopo diversi anni tornarono a disputare un torneo continentale, la Leagues Cup, alla prima edizione, dove subirono la battuta d'arresto in semifinale. La stagione 2020, segnata da una lunga interruzione dovuta alla pandemia di COVID-19, terminò con un ventesimo posto in classifica generale.

### La sesta MLS Cup
A partire dalla stagione 2021, la guida tecnica della prima squadra venne affidata a Greg Vanney; Nell'arco delle prime tre stagioni con la sua guida, il team raccolse come miglior piazzamento un ottavo posto nella stagione 2022.
La stagione 2024 si rivelò essere performante con sole tre sconfitte nelle prime venti giornate di campionato; difatti, la squadra terminò la stagione a pari punti (64) con i rivali del Los Angeles FC perdendo il titolo di Conference per gli scontri diretti a sfavore. Giunti ai playoffs, la squadra vinse contro il Colorado Rapids, il Minnesota Utd e il Seattle Sounders in finale di Conference. A dieci anni di distanza dall'ultima volta, i Galaxy vinsero una finale MLS Cup, conquistando il sesto titolo nazionale ai danni del New York Red Bulls sconfitto per due a uno.

## Cronistoria
Di seguito la cronistoria del Los Angeles Galaxy:

## Colori e simboli

### Colori
I colori del club sono il blu marino, l'oro e il bianco. Dal 1996 al 2007 erano utilizzati il verde, il nero e l'oro. Nel corso della storia anche la prima divisa attraversò tre distinte fasi cromatiche: la prima nelle stagioni iniziali fu nera e verde acqua (dal 1996 al 2002); in seguito si passò a una tonalità oro con una banda verde acqua obliqua (dal 2003 al 2006); a partire dal 2007, la divisa primaria si presentò infine totalmente bianca con inserti oro e blu marino.
I pantaloncini e i calzettoni, originariamente neri, furono sostituiti da una controparte verde acqua a partire dal 2000 fino al 2006, per poi cambiare colorazione e passare al bianco.
Nelle stagioni 2013 e 2014 il Galaxy adottò una terza divisa nera con dettagli gialli e verdi sulle le spalle. Nella stagione 2021 adottò una variazione cromatica per la seconda divisa, tornando ad utilizzare il verde e l'oro per rendere omaggio alla storia del club ai tempi delle partite giocate al Rose Bowl.

### Simboli ufficiali

#### Stemma

Logo usato dai Galaxy dal 1996 al 2007

Lo stemma del club è uno scudo dal bordo dorato: al suo interno è presente una quasar brillante su sfondo blu che rappresenta il cielo della California. Al centro ci sono le iniziali "LA", usate globalmente per riferirsi a Los Angeles. Il colore oro onora l'orgogliosa storia e tradizione del club nello stato del prezioso metallo. Alla presentazione del nuovo logo, l'allora direttore sportivo Alexi Lalas motivò così il rebrand:
(Alexi Lalas, 11 luglio 2007)
Lo stemma utilizzato dal 1996 al 2007 aveva la forma di un vortice con un bordo nero stilizzato, pensato come rappresentazione simbolica del rumore della metropoli e l'intensità dello sport; all’interno era presente una galassia a spirale, in cui al centro era rappresentato il sole, in riferimento al soleggiato stato in cui si trova la città. Il font rifletteva lo stile Art déco, strettamente associato al periodo d'oro di Hollywood. Il nome Galaxy venne ideato dalla Nike, primo fornitore tecnico del club, agli albori della nuova lega statunitense.

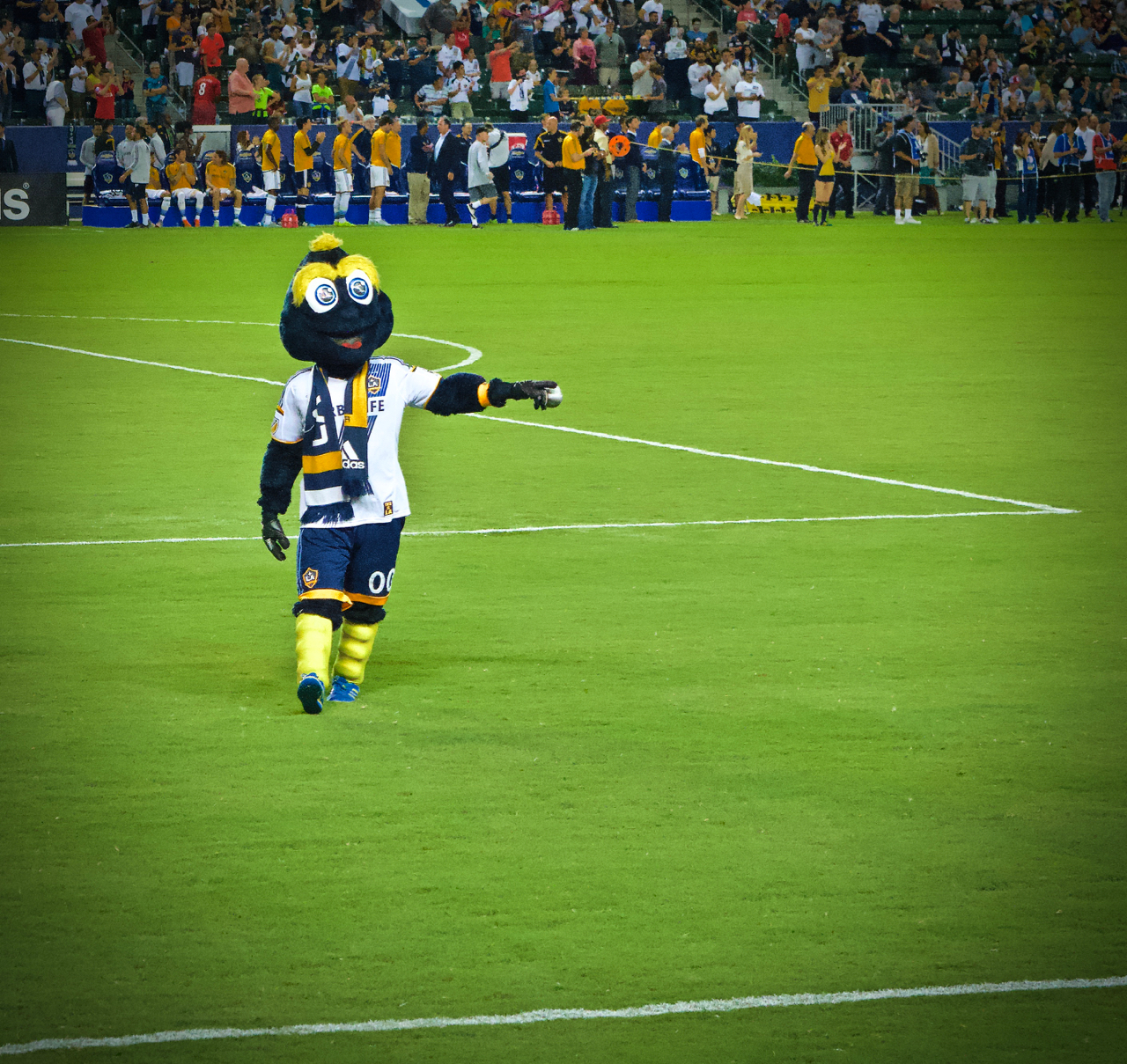
Cozmo saluta il pubblico allo StubHub Center

Nel 2016 l'emittente Foxsports inserì il logo dei Galaxy tra i migliori dieci dei ventidue stemmi dei club della MLS.

#### Inno
L'inno ufficiale dei Galaxy è We are the Galaxy realizzato dalla band messicana Kinky.

#### Mascotte
La mascotte ufficiale della società è Cozmo, un pupazzo con le sembianze di un extraterrestre. Ha rimpiazzato la prima mascotte della squadra, Twizzle, un pupazzo dalle sembianze umane con indosso un elmo spaziale ed un mantello.

## Strutture

### Stadio

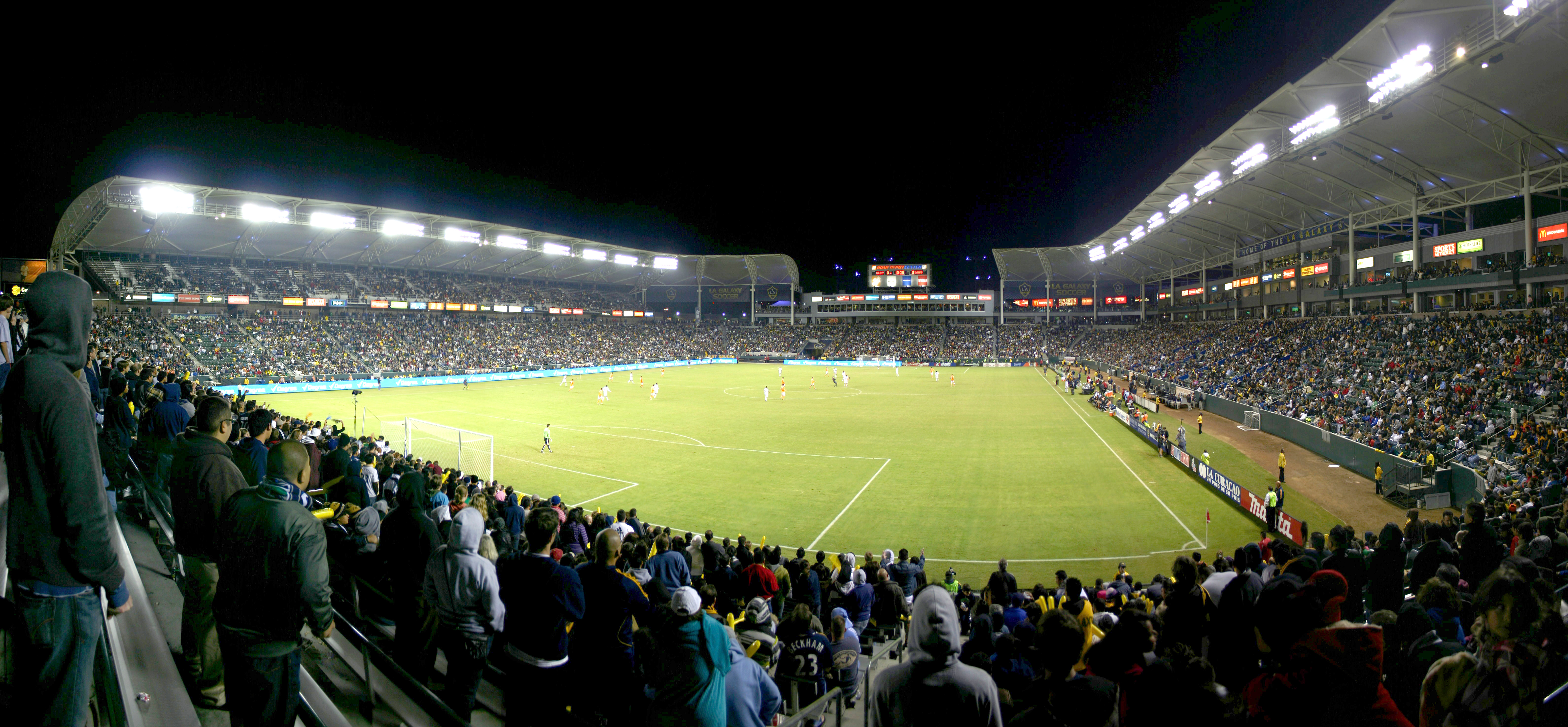
Lo Stadio Dignity Health Sport Park nel 2009

Il Los Angeles Galaxy gioca le partite casalinghe al Dignity Health Sports Park, precedentemente conosciuto come Home Depot Center e poi StubHub Center. Inaugurato nel giugno 2003 e situato all'interno del campus del California State University Dominguez Hills, ha una capienza di 27 000 spettatori. Dall'anno di fondazione del club fino al 2002, la franchigia giocò al Rose Bowl situato a Pasadena con una capienza di 92 542 posti a sedere. Durante questo periodo, tra il 1999 e il 2001, disputò dieci partite di coppa nazionale al Titan Stadium di Fullerton e con 10 000 posti a sedere, compresa la finale vinta dell'edizione 2001.

### Centro di allenamento
Il Los Angeles Galaxy si allena sempre all'interno del Dignity Health Sports Park, in cui trova la propria casa la squadra riserve, il Galaxy II, che gioca le partite casalinghe al Track & Field Facility, stadio con 2 000 posti a sedere fissi, espandibile fino a 10 000.

## Società

### Organigramma societario
Di seguito l'organigramma del Los Angeles Galaxy.
- Philip Anschutz - Proprietario
- Dan Beckerman - Presidente
- Will Kuntz- General Manager
- Thomas Braun - Vicepresidente operazioni commerciali

### Sponsor
Di seguito la cronologia degli sponsor tecnici del Los Angeles Galaxy.
- 1996-2005 Nike
- 2006- Adidas

### Impegno nel sociale
Un'organizzazione sociale legata al club statunitense è la "The LA Galaxy Foundation" (LAGF), avente come scopo quello di rendersi socialmente utile all'interno della comunità cittadina con programmi educativi in grado di includere tutti i giovani atleti e garantendo loro opportunità educative e infondendo spirito volontaristico attraverso svariate attività sociali.

### Settore giovanile
Nel 2014 la società californiana, vista l'esigenza di far giocare con regolarità i giovani calciatori in modo da garantire loro un processo di crescita, creò una squadra riserve, il Ventura County, cui seguì la prima affiliazione storica di una squadra satellite della MLS alla USL Pro. L'anno seguente venne fondata l'Academy del club, cioè il corrispettivo di un settore giovanile.
L'Under-12, l'Under-13, l'Under-14 e l'Under-15 giocano nei rispettivi campionati di categoria organizzati dalla Southern California Developmental Soccer Leagues (SCDSL); l'Under-16 e l'Under-18 parteciparono ai campionati di categoria organizzati dall'USSDA, l'United States Soccer Development Academy, fino al 2019, ultimo anno di attività dell'accademia.

## Diffusione nella cultura di massa

### Cinema e televisione
In una scena del film di John Hamburg I Love You, Man (2009), il protagonista Peter Klaven (Paul Rudd) sta assistendo ad una partita del LA Galaxy allo stadio e vicino gli siede un tifoso della squadra californiana, con cui finisce per scatenare una rissa a causa del suo tifo vivace. In ambito televisivo, la franchigia viene citata in Sports Night (1998-2000), quando Dan Rydell (Josh Charles) chiede ai suoi amici di citargli almeno cinque squadre della lega in modo tale da non fare una brutta figura con la ragazza con cui deve uscire, dato che lei stessa gioca a calcio. Inoltre è capitato diverse volte che fossero presenti dei cameo dei calciatori: nel 1994, prima ancora che la stessa MLS iniziasse, il futuro membro dei Galaxy Cobi Jones appare sullo sfondo in una sequenza del secondo episodio della quinta stagione della serie 90210 durante una festa universitaria, mentre viene fotografato insieme ad altri sportivi. Nel 2003 appare anche nel lungometraggio di Sydney J. Bartholomew I gemelli del goal (2003).
Diversi calciatori dei Galaxy, quali Todd Dunivant, Dan Gargan, Alan Gordon e AJ DeLaGarza, furono i doppiatori in inglese di alcuni personaggi del film d'animazione messicano del 2015 diretto da Carlos Pimentel e Nathan Sifuentes K9 World Tour.

### Territorio
Nel 2019 venne inaugurata una statua in onore di David Beckham, la prima per un giocatore della MLS, per omaggiare l'ex centrocampista inglese, primo grande calciatore europeo ad approdare negli Stati Uniti. Nel 2020, un murale fu dipinto in ricordo della numerosa colonia di calciatori messicani che fecero parte del club losangelino; in seguito fu ripreso e riportato sui social dall'account ufficiale della franchigia. Nello stesso anno, in tributo a Cobi Jones, capitano della prima MLS Cup dei Galaxy, nell'EastSide di Los Angeles fu realizzato un altro murale che lo ritrae durante un'azione di gioco. Nel 2021 venne annunciata una seconda statua nei pressi dello stadio in onore di Landon Donovan, storico giocatore del club in cui militò dal 2005 al 2014 e nel 2016.

### Personaggi dello spettacolo
In occasione del primo campionato, ogni squadra fondatrice della MLS fu autorizzata a disporre di quattro calciatori per promuovere il nuovo campionato ed, in via eccezionale, ai Galaxy fu concesso di disporne di un quinto; il quinto calciatore di cui si avvalse il club fu Andrew Shue, ben più noto attore televisivo, il quale venne schierato nella formazione iniziale della partita inaugurale tra Galaxy e MetroStars e giocò complessivamente cinque partite, fornendo un assist, nell'arco della stagione.

## Allenatori e presidenti
La proprietà della squadra è sempre stata in mano ad Anschutz, che fu anche presidente dal 1995 al 2013.
- 1996-2013  Philip Anschutz
- 2013-2023  Chris Klein
- 2023-  Dan Beckerman

Di seguito l'elenco cronologico degli allenatori dei Los Angeles Galaxy.
- 1996-1997  Lothar Osiander
- 1998-1999  Octavio Zambrano[88]
- 1999-2004  Sigi Schmid[89]
- 2004-2006  Steve Sampson[90]
- 2006-2007  Frank Yallop[91]
- 2007-2008  Ruud Gullit[92]
- 2008  Cobi Jones(ago.) (ad interim)[93]
- 2008-2016  Bruce Arena[94]
- 2017  Curt Onalfo (gen.-lug.)[95]
- 2017-2018  Sigi Schmid[96]
- 2018  Dominic Kinnear (sett.-dic.)[97]
- 2019-2020  Guillermo Barros Schelotto[98]
- 2020  Dominic Kinnear (ott.-nov.)
- 2021-  Greg Vanney

## Calciatori

### Ring of Honor
Il 6 marzo 2016 LA Galaxy istituì "The Ring of Honor", con lo scopo di premiare chiunque si sia distinto all'interno del club. Gli atleti, in particolare, sono selezionati secondo il criterio per cui ognuno di loro deve essersi ritirato da almeno tre anni. A partire dalla sua fondazione, viene introdotto almeno un giocatore per anno. Di seguito gli eletti:

#### Atleti
- Mauricio Cienfuegos (1996-2003)
- Cobi Jones (1996-2007)
- David Beckham (2007-2008) e (2010-2012)
- Landon Donovan (2005-2014) e (2016)

#### Dirigenti e staff
- Doug Hamilton (2002-2005)

### Capitani
In totale sono undici i capitani del LA Galaxy. Landon Donovan ha guidato la squadra per più stagioni (sette tra il 2006 ed il 2013), diventando anche il capitano più vincente della storia dei californiani con quattro MLS Cup, due Supporters' Shield ed una US Open Cup.
- Dan Calichman (1996-1998)
- Robin Fraser (1999-2000)
- Cobi Jones (2001-2004)
- Peter Vagenas (2005)
- Landon Donovan (2006-2013)
- Robbie Keane (2014-2016)
- Jelle Van Damme (2017)
- Ashley Cole (2018)
- Zlatan Ibrahimović (2019)
- Javier Hernández (2020-2023)
- Maya Yoshida (2024-)

### Contributo alle Nazionali

#### Nazionale statunitense

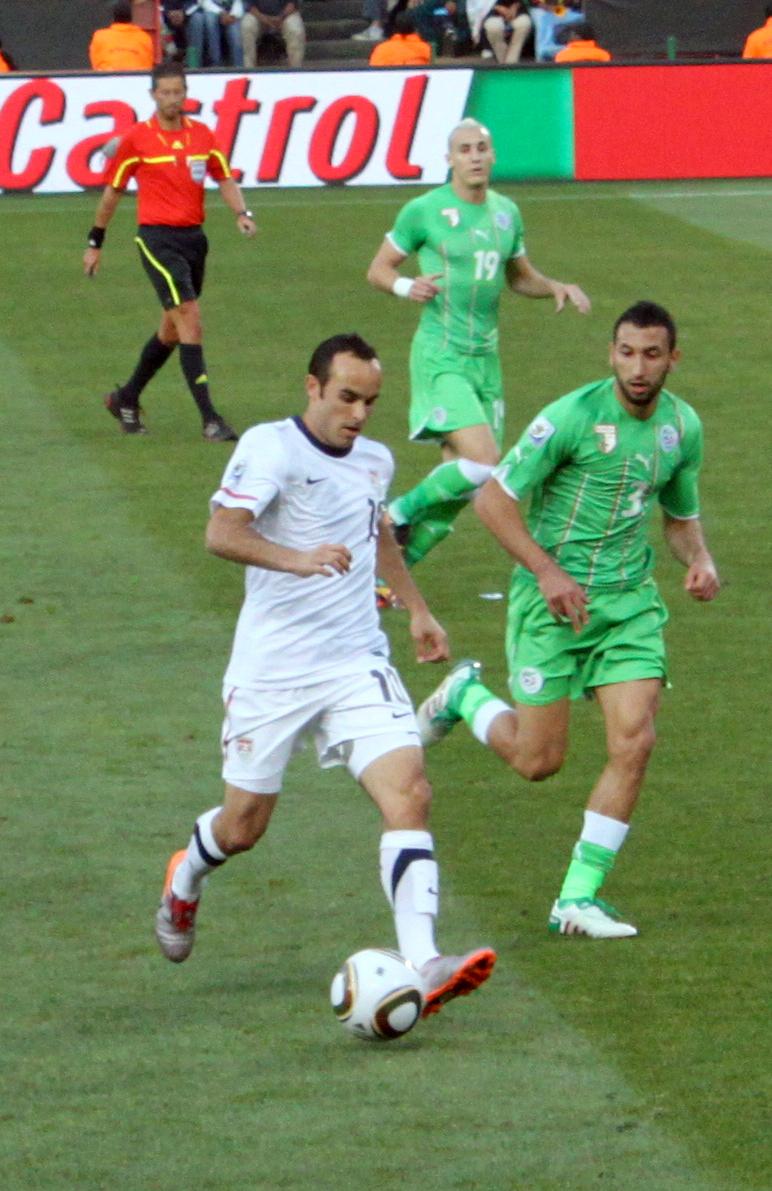
Landon Donovan

Sin dalla sua fondazione, il club vide vari giocatori vestire la maglia degli Stati Uniti e prendere parte alle diverse rassegne mondiali e continentali.
Tra il 1996 ed il 2007, Cobi Jones partecipò a due edizioni dei mondiali (1998 e 2002), quattro della Gold Cup (1996, 1998, 2000 e 2002) vincendo l'ultima insieme al compagno di club Danny Califf, e una della FIFA Confederations Cup (1999); Greg Vanney e Robin Fraser (il quale venne convocato anche per la Confederations Cup del '99) presero parte alla spedizione statunitense per la Gold Cup del 2000 insieme a Jones.
Nella Gold Cup 2003 l'allora difensore statunitense Califf fu alla rassegna continentale giocando tre partite.

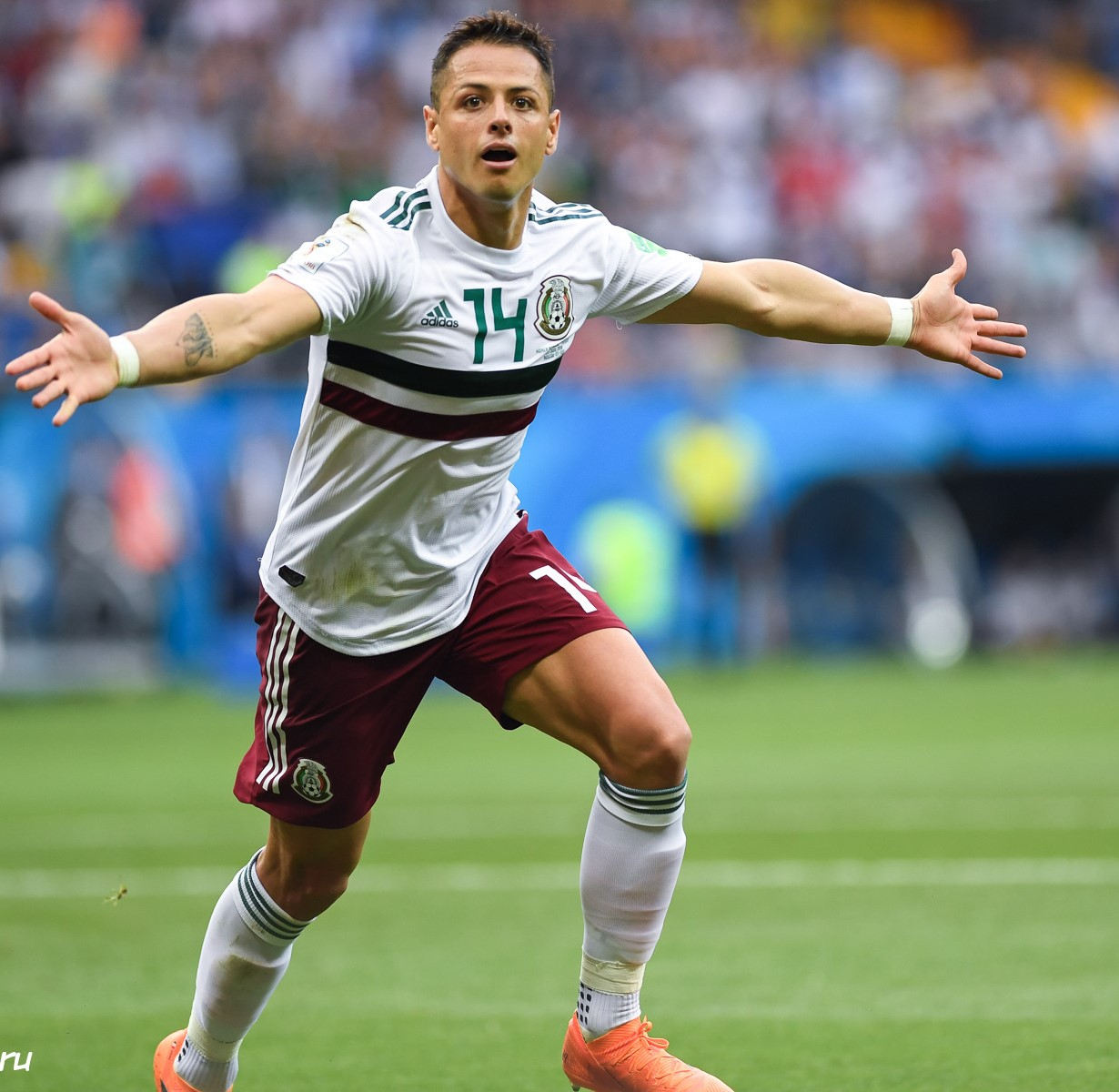
Javier Hernández

Nella vittoriosa spedizione del 2005 venne convocato Landon Donovan, il quale in seguito si laureò nuovamente campione continentale nel 2007 e nel 2013, in quest'ultima occasione con il compagno Omar Gonzalez. Partecipò anche a due edizioni dei mondiali (2006 e 2010). Nella rassegna del 2015 gli unici calciatori convocati da Los Angeles furono Donovan e Gyasi Zardes, chiamato anche per la Copa América dell'anno seguente. Per le edizioni del 2017 e del 2019, egli fu l'unico calciatore, in forza al club losangelino, ad esser convocatole occasioni. Il centrocampista Sebastian Lletget prese parte alla vittoria della prima edizione della Nations League giocando da titolare in semifinale e subentrando a partita in corso in finale.

#### Altre nazionali
Negli ultimi anni diversi calciatori vestirono contemporaneamente la maglia del club e della propria nazionale. Tra i più rappresentativi:
Mauricio Cienfuegos con l'El Salvador, Eduardo Hurtado con l'Ecuador, David Beckham con l'Inghilterra e Robbie Keane con l'Irlanda. Ci sono diversi calciatori messicani che militarono nella propria nazionale, El Tricolor: Jorge Campos, Carlos Hermosillo, Jonathan dos Santos, Giovani dos Santos, Uriel Antuna, Javier Hernández e Julián Araujo; tra questi, dos Santos, il quale realizzò la rete della vittoria, e Antuna si fregiarono dell'oro continentale nel 2019.

## Palmarès

### Competizioni regionali

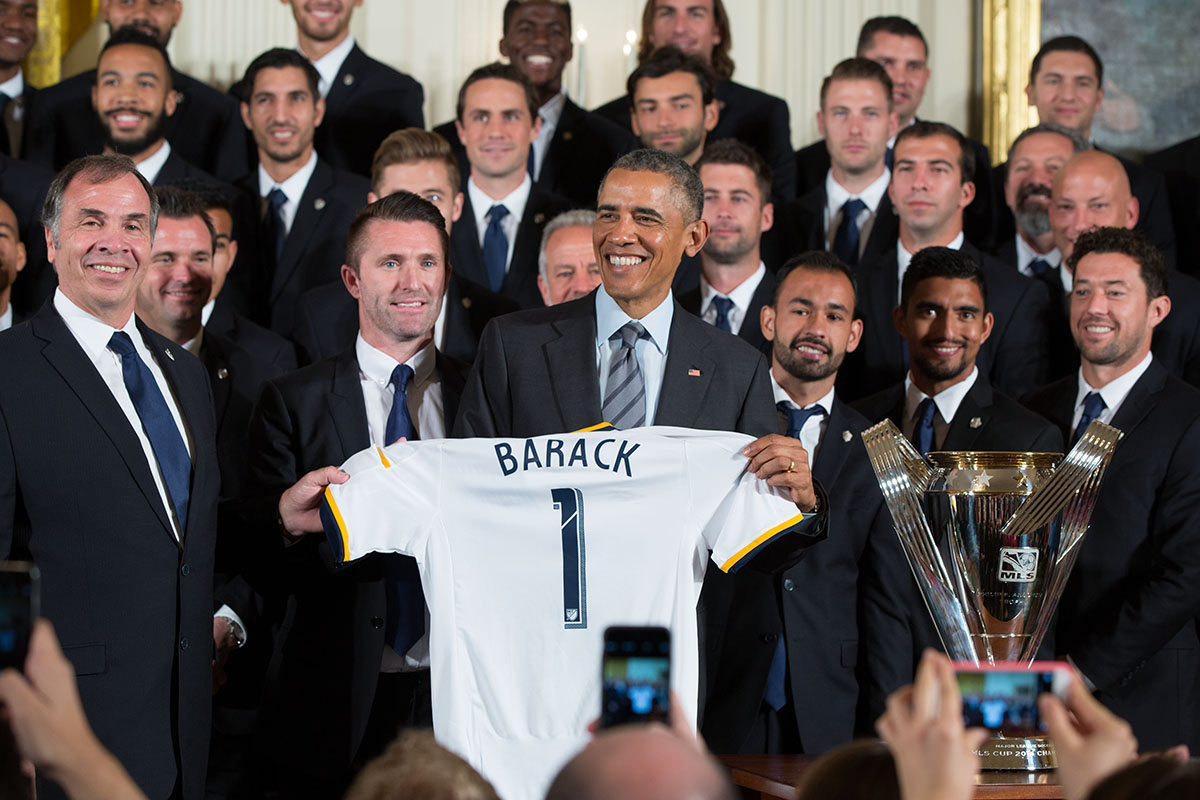
Il Presidente USA Barack Obama ospita il Los Angeles Galaxy con la MLS Cup vinta nell'edizione 2014

- California Clasico: 10

1996, 1998, 1999, 2000, 2002, 2003, 2004, 2008, 2009, 2011
- Honda SuperClasico: 7

2005, 2006, 2008, 2009, 2010, 2011, 2012
- Puerto Rico MLS-USL Challenge: 1

2007
- Desert Diamond Cup: 1

2012
- Hyundai Club Challenge: 1

2012

### Competizioni nazionali
- MLS Supporters' Shield: 4  (record condiviso con il D.C. United)

1998, 2002, 2010, 2011
- Lamar Hunt U.S. Open Cup: 2

2001, 2005
- Campionato MLS: 6  (record)

2002, 2005, 2011, 2012, 2014, 2024

### Competizioni internazionali
- CONCACAF Champions' Cup: 1

2000

### Altri piazzamenti
- Campionato MLS:

Secondo posto: 1996, 1999, 2001, 2009
- CONCACAF Champions' Cup:

Finalista: 1997
- Lamar Hunt U.S. Open Cup:

Finalista: 2002, 2006
- SuperLiga nordamericana:

Finalista: 2007
- Pan-Pacific Championship:

Finalista: 2008

## Statistiche e record

### Partecipazione ai campionati
Di seguito la partecipazione del Los Angeles Galaxy ai campionati:
| Livello | Categoria | Partecipazioni | Debutto | Ultima stagione | Totale |
| ------- | --------- | -------------- | ------- | --------------- | ------ |
| 1º      | MLS       | 29             | 1996    | 2024            | 29     |

Negli Stati Uniti non esiste un sistema di promozioni e retrocessioni fra le leghe, quindi la distinzione in livelli delle leghe va intesa in base all'importanza commerciale del campionato e alla ratifica da parte della federazione.

### Partecipazione alle coppe
Di seguito la partecipazione del Los Angeles Galaxy alle coppe:
| Competizione              | Partecipazioni | Debutto | Ultima stagione | Totale |
| ------------------------- | -------------- | ------- | --------------- | ------ |
| Lamar Hunt U.S. Open Cup  | 24             | 1999    | 2024            | 24     |
| CONCACAF Champions League | 11             | 1997    | 2025            | 11     |
| Leagues Cup               | 3              | 2019    | 2024            | 3      |

### Statistiche di squadra

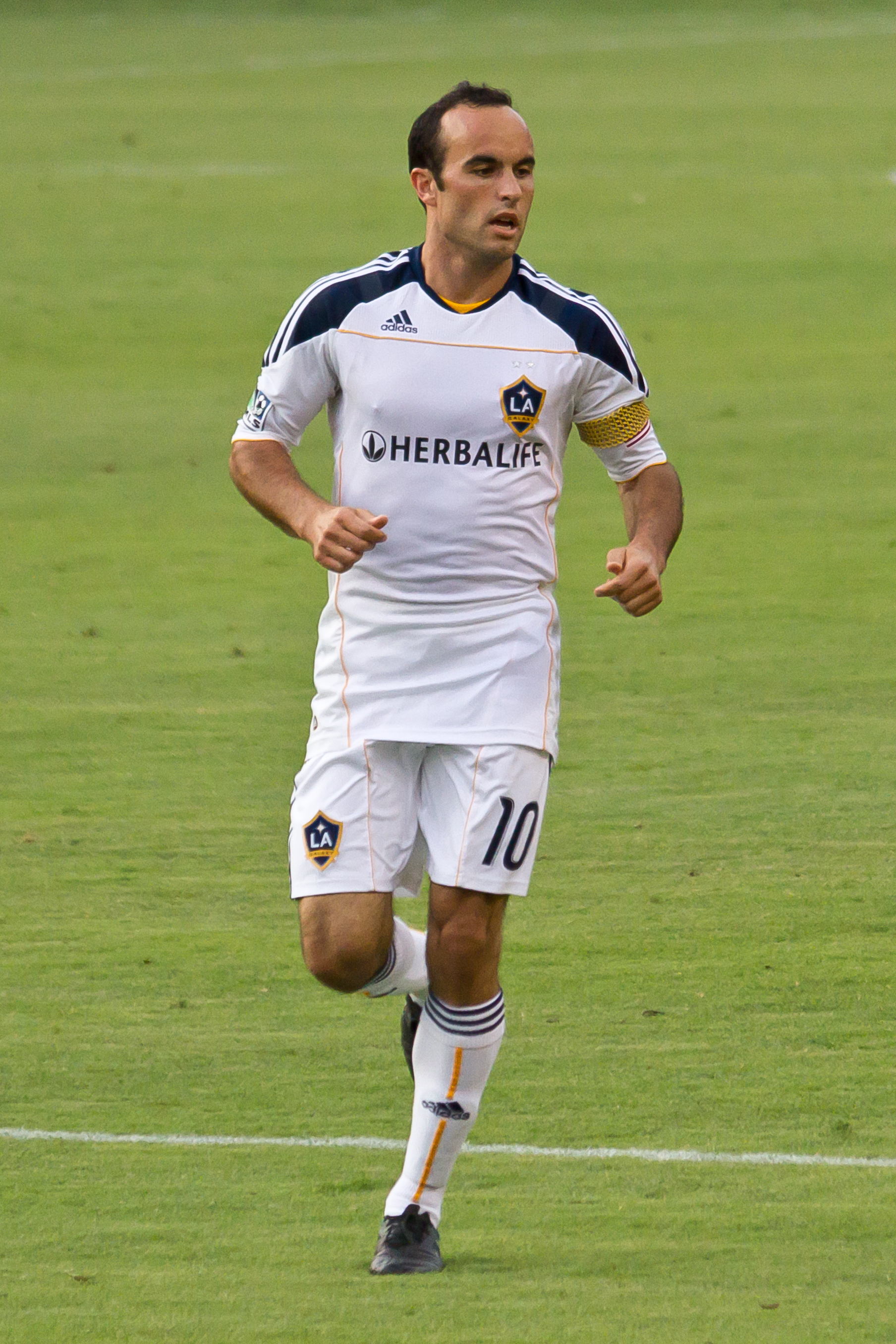
Landon Donovan

Includendo la stagione 2023, il club ha partecipato a 28 campionati nazionali, giocati tutti in MLS, e alla US Open Cup a partire dall'edizione 1999. Per quanto riguarda le competizioni continentali, ha disputato in undici occasioni la CONCACAF Champions League, arrivando in finale per due volte nel 1997 e nel 2000, vincendo quest'ultima. Dalla sua fondazione, ha raggiunto per 18 volte i play-off, trionfando nella competizione per cinque volte.
La vittorie casalinghe con il maggior numero di reti di scarto avvennero nel 1998 (Los Angeles Galaxy-FC Dallas 8-1) e nel 2019 (Los Angeles Galaxy-Sporting K.C. 7-2); quella in trasferta nel 1997, (Tampa Bay Mutiny-Los Angeles Galaxy 1-6); la peggiore sconfitta interna arrivò nel 2017 (Los Angeles Galaxy-Real Salt Lake 2-6), quella in trasferta nel 2025 (NY Red Bulls-Los Angeles Galaxy 7-0).

### Statistiche individuali

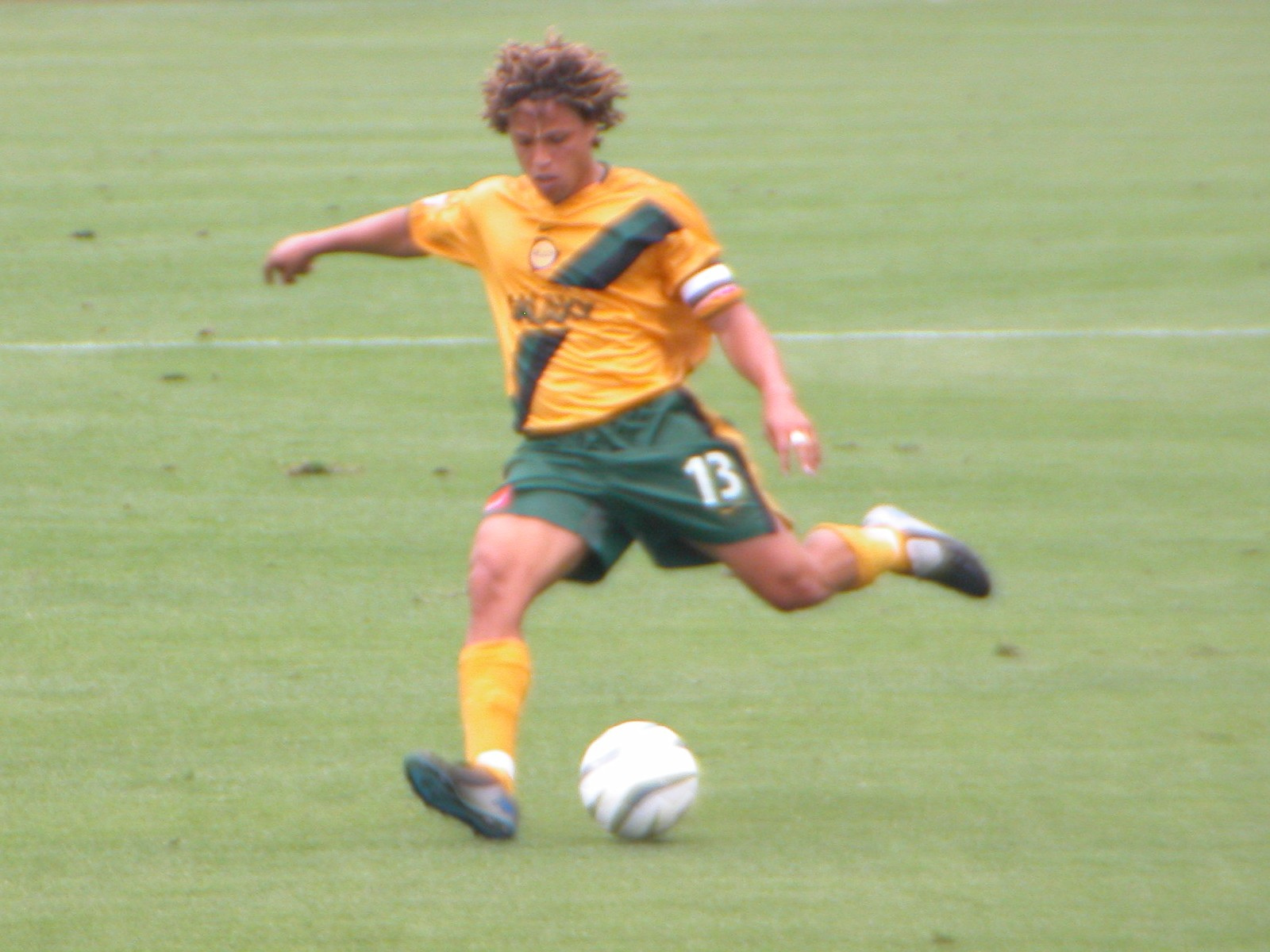
Cobi Jones

Il giocatore che detiene il maggior numero di presenze con la maglia del Galaxy è Cobi Jones, con 392 apparizioni. Landon Donovan è il miglior marcatore della storia dei californiani (140 reti). Lo svedese Zlatan Ibrahimović è invece il miglior marcatore stagionale con 30 reti segnate nella stagione 2019.
Di seguito i record di presenze e reti dei giocatori del LA Galaxy:
- 392  Cobi Jones (1996-2007)
- 308  Landon Donovan (2005-2008), (2009-2012) e (2012-2016)
- 308  Kevin Hartman (1997-2006)
- 269  Mauricio Cienfuegos (1996-2003)
- 239  Peter Vagenas (1997-2008)

- 140  Landon Donovan (2005-2008), (2009-2012) e (2012-2016)
- 104  Robbie Keane (2011) e (2012-2016)
- 82  Cobi Jones (1996-2007)
- 69  Carlos Ruiz (2002-2004) e (2008)
- 53  Zlatan Ibrahimović (2018-2019)

## Tifoseria

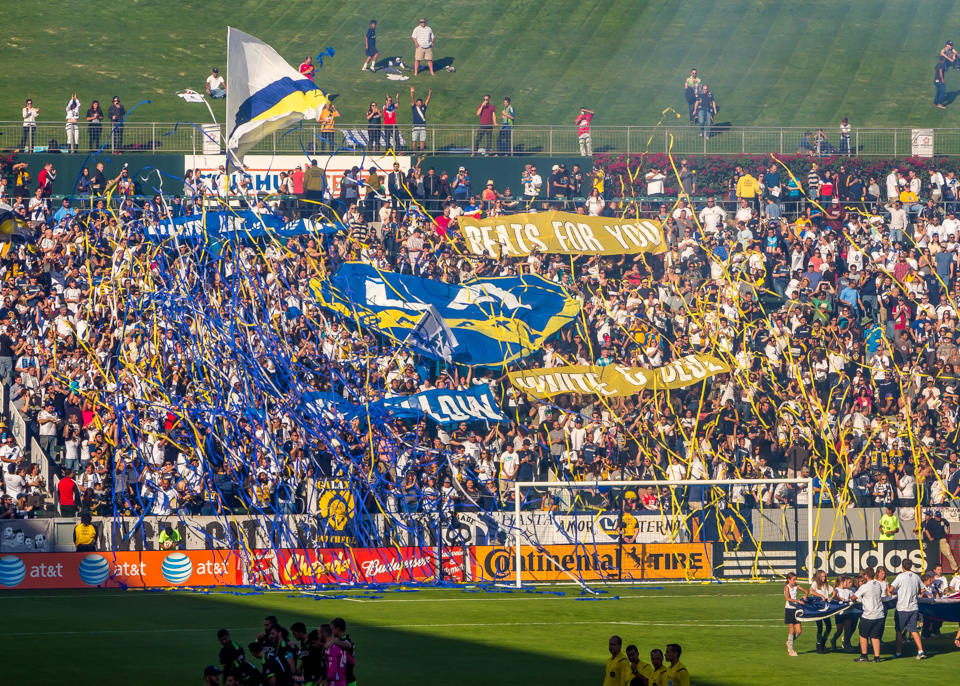
Supporters dei Galaxy

### Storia
Il primo gruppo di tifoseria organizzata furono i Galaxians: nato nel 1996, il loro motto è Loyalty-Pride-Tradition. Coerentemente con esso, supportano la squadra in ogni match casalingo attraverso dei cori accompagnati da strumenti a percussione e la seguono durante le trasferte. Esistono altri gruppi ultras riconosciuti il cui scopo è di sostenere i giocatori in campo per tutta la partita: gli Angeles City Brigade, i LA Riot Squad e i Galaxy Outlawz. A partire dalla stagione 2020, il club annunciò l'intenzione di assegnare un'area, all'interno dello stadio, per far sì che la tifoseria organizzata più calda di stare in piedi ed in totale sicurezza; venne chiamata Victoria Block.

### Gemellaggi e rivalità
Una delle principali rivalità è giocata contro il San Jose Earthquakes: simbolo del divario tra Nord e Sud della California, venne definita come la più storica ed intensa rivalità nella lega. 
L'apice di questo scontro sportivo si raggiunse nei prima anni duemila; tra il 2001 ed il 2005, le due compagini californiane vinsero complessivamente quattro campionati (due a testa) e si contesero la vittoria nella finale dell'edizione 2001, che vide il trionfo di San Jose per la prima volta.
Il primo derby cittadino si disputò nel 2008 contro il Chivas USA, società con la quale i losangelini condivisero lo stadio fino allo scioglimento dei RojiBlancos. I confronti tra le due compagini californiane videro una netta predominanza dei Galaxy, con ben 22 partite vinte su 34 incontri disputati e solo quattro vittorie per Chivas.
A partire dal 2018, la città di Los Angeles poté contare anche sul derby cittadino tra i Galaxy e la nuova franchigia, i Los Angeles FC. La stracittadina fu fin da subito sentita anche in virtù della nuova linfa vitale per gli ex tifosi del Chivas, i quali poterono tornare a sostenere una squadra della città che non fosse il LA Galaxy. L'origine del nome attribuito a questa rivalità sportiva è da individuare nell'intenzionale storpiatura del termine clásico, unito a tráfico che notoriamente congestiona le vie cittadine della metropoli californiana.
Un'altra rivalità storica vede interessato il D.C. United; rivalità risalente agli esordi della MLS, nei primi quattro anni di vita della lega, la squadra di Washington vinse tre delle prime quattro edizioni del campionato battendo in finale per ben due volte (1996 e 1999) proprio i californiani.

## Organico
Di seguito la rosa del Los Angeles Galaxy aggiornata al 26 gennaio 2025.

### Rosa 2025
| N. |                        | Ruolo | Calciatore         |
| -- | ---------------------- | ----- | ------------------ |
| 2  | Giappone (bandiera)    | D     | Miki Yamane        |
| 3  | Argentina (bandiera)   | D     | Julián Aude        |
| 4  | Giappone (bandiera)    | D     | Maya Yoshida       |
| 5  | Danimarca (bandiera)   | D     | Mathias Jørgensen  |
| 7  | Uruguay (bandiera)     | C     | Diego Fagúndez     |
| 8  | Uruguay (bandiera)     | C     | Lucas Sanabria     |
| 9  | Brasile (bandiera)     | A     | Matheus Nascimento |
| 10 | Spagna (bandiera)      | C     | Riqui Puig         |
| 11 | Brasile (bandiera)     | C     | Gabriel Pec        |
| 12 | Stati Uniti (bandiera) | P     | JT Marcinkowski    |
| 14 | Stati Uniti (bandiera) | D     | John Nelson        |
| 15 | El Salvador (bandiera) | D     | Eriq Zavaleta      |
| 17 | Stati Uniti (bandiera) | A     | Christian Ramirez  |
| 18 | Germania (bandiera)    | A     | Marco Reus         |

| N. |                        | Ruolo | Calciatore       |
| -- | ---------------------- | ----- | ---------------- |
| 19 | Messico (bandiera)     | D     | Mauricio Cuevas  |
| 20 | Stati Uniti (bandiera) | C     | Edwin Cerrillo   |
| 21 | Stati Uniti (bandiera) | C     | Tucker Lepley    |
| 22 | Stati Uniti (bandiera) | C     | Eljiah Wynder    |
| 25 | Colombia (bandiera)    | D     | Carlos Garcés    |
| 27 | Stati Uniti (bandiera) | A     | Miguel Berry     |
| 28 | Ghana (bandiera)       | A     | Joseph Paintsil  |
| 29 | Camerun (bandiera)     | A     | Aaron Bibout     |
| 30 | Stati Uniti (bandiera) | A     | Gino Vivi        |
| 35 | Serbia (bandiera)      | P     | Novak Mićović    |
| 37 | Stati Uniti (bandiera) | C     | Daniel Aguirre   |
| 54 | Stati Uniti (bandiera) | C     | Sean Davis       |
| 74 | Stati Uniti (bandiera) | D     | Marcus Ferkranus |
| 77 | Stati Uniti (bandiera) | P     | John McCarthy    |

### Staff tecnico
Di seguito lo staff tecnico del Los Angeles Galaxy aggiornato al 21 dicembre 2021.
- Greg Vanney - Allenatore
- Dan Calichman - Allenatore in seconda
- Nick Theslof - Allenatore in seconda
- Jason Bent - Allenatore in seconda
- Kevin Hartman - Allenatore dei portieri
- Cesar Roldan - Preparatore atletico